# Pirnabina
La Pirnabina (SP-304) es un ligando del receptor cannabinoide, que se desarrolló para el tratamiento del glaucoma.